# Filipèion
El Filipèion (Philippeĩon) d'Olímpia és un edifici redó (un tolos) construït per iniciativa de Filip II de Macedònia.
Hi havia cinc estàtues criselefantines que representaven Filip i membres de la seua família: son pare Amintes III, sa mare Eurídice I, la seua dona Olímpia de l'Epir i el seu fill Alexandre el  Gran.
La seua construcció es va decidir després de la batalla de Queronea (338 aC) i es conclogué durant el regnat d'Alexandre el Gran. L'arquitecte n'és desconegut, però les estàtues són obra de Leòcares el Vell.

## Història del monument
"A l'Altis també hi ha un edifici redó anomenat Filipèion. Al sostre té una beina que uneix les bigues. L'edifici es troba a l'esquerra de l'eixida al costat del Pritaneu. Està fet de rajola cuita i envoltat de columnes. El va fer construir Filip després de la derrota dels grecs a Queronea. N'hi ha estàtues de Filip i Alexandre, així com d'Amintes, pare de Filip. Aquestes obres també són de Leòcares i fetes d'or i vori, igual que les estàtues d'Olímpia i Eurídice". — Pausànias, Descripció de Grècia , 5, 20, 9–10.
Aquesta estructura redona, situada a prop de l'eixida del Pritanèion d'Olímpia, la feu construir Filip II després de la seua victòria a Queronea l'any 338 ae, per a l'autorepresentació d'ell i de la seua família, les estàtues de vori d'or de la qual, de Leòcares el Vell, un dels principals escultors de l'època, se situaren dins la rotonda. Havent mort Felip II el mateix any, la construcció es degué acabar sota el seu fill Alexandre el Gran, tot i que se'n desconeix la data d'acabament. A l'època de Pausànias, les estàtues de les dues dones havien estat traslladades al proper Temple d'Hera, i només els hòmens de la família es podien veure al Filipèion. El destí de l'edifici és desconegut fins a la fi de l'Antiguitat. Sembla que l'estructura es va mantenir dempeus després del terratrèmol de l'any 300, però amb l'edicte de Teodosi II el Jove per tancar els santuaris pagans l'any 435, sembla que es va destruir deliberadament. Restes de foc en elements estructurals de la coberta i la reutilització d'altres elements estructurals durant la conversió del taller de Fídies en església a principis del segle testimonien la destrucció de l'edifici poc després de la publicació de l'edicte. Cap a la fi del segle v, es van instal·lar al davant d'una premsa de vi unes gàrgoles amb cap de lleó de la rotonda. S'han descobert molts tambors de columna en parets de l'Antiguitat tardana i s'han trobat parts de l'estructura esglaonada a la Casa dels Spolia, a l'oest del Leonidàion.

## Història de les recerques

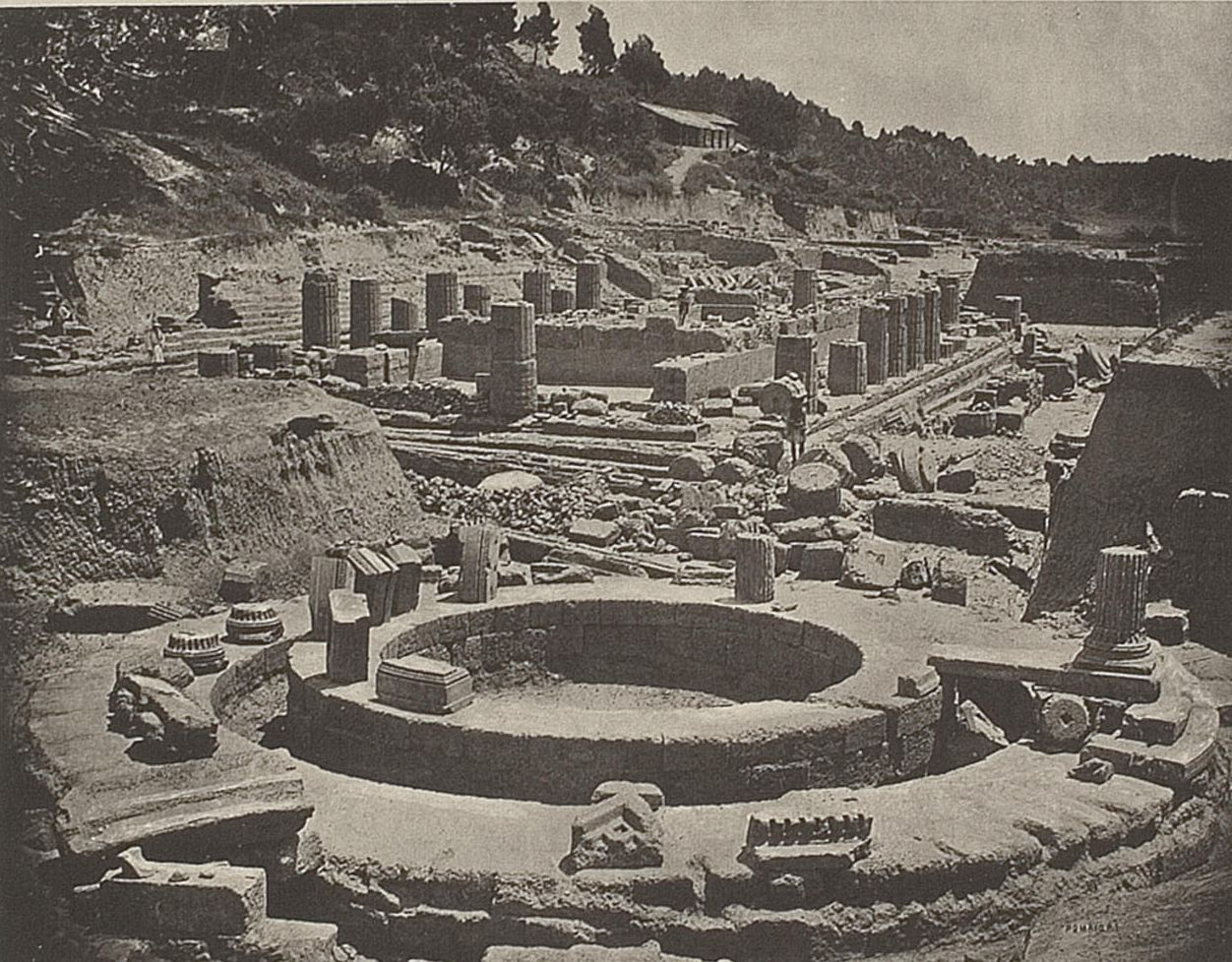
El Filipèion quan es va descobrir

L' any 1877, durant el tercer any d'excavacions de l'Imperi alemany, es descobreixen els primers blocs de fonamentació d'un edifici circular, immediatament reconegut com el Filipèion. El contracte d'excavació amb el govern grec estipulava que les troballes duplicades es podrien transferir a l'Imperi alemany després que Grècia en donàs el consentiment, cosa que es feu en aquest cas: esglaons del crepidoma, fragments de columnes i sima, així com una base de columna es traslladaren als museus de Berlín el 1889. Aquestes peces van ser retornades a Olympia l'any 2002 per a un préstec permanent, amb motiu de la reconstrucció parcial del monument. Els resultats de les excavacions dels 1877-1878 les va publicar el 1892 Friedrich Adler. Un examen posterior dels elements estructurals fet per Hans Schleif i Willy Zschietzschmann va dur a reconstruir la coberta que es desviava significativament de les suposicions d'Adler.
El 1957, Alfred Mallwitz aplegà per primera vegada tots els membres identificats del Filipèion. L' any 1988, les investigacions sobre els tambors de les columnes aportaren detalls importants sobre la mida de les columnes de la rotonda. El 1999, després d'una àmplia planificació, es feren treballs preparatoris específics per a una reconstrucció parcial, ara en curs, del Filipèion. En aquest context, se'n van inspeccionar i mesurar de nou tots els components.

## Descripció
Sobreviuen prou parts de la rotonda per a permetre una reconstrucció a gran escala del seu aspecte anterior. Per al Filipèion es van utilitzar materials de construcció diversos. Gran part n'era pedra calcària de closca porosa però tallada finament, que es trobava a la regió d'Olímpia. Aquesta pedra calcària s'emprava en les columnes, mentre que el marbre de Paros s'usava en els esglaons i la vora de la teulada. La teulada era de teules de terracota.

### Pla de construcció

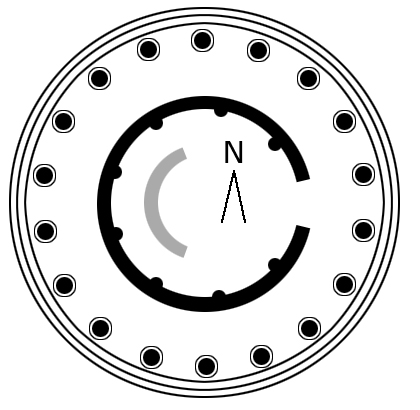
Planta del Filipèion

La rotonda s'alçava sobre dos cercles de fonamentació concèntrics per al de la columnata exterior i per a l'edifici central. Els fonaments recolzaven sobre una capa de còdols, però no van poder evitar l'enfonsament i la deformació del sòl, que sofria terratrèmols regulars i inundacions recurrents de l'Alfeu. L'anell exterior feia 2,33 m d'amplària en la capa superior, anomenada euthynteria, i estava format per tres files de 36 lloses de pedra calcària. L'anell interior feia 1,22 m d'amplària.

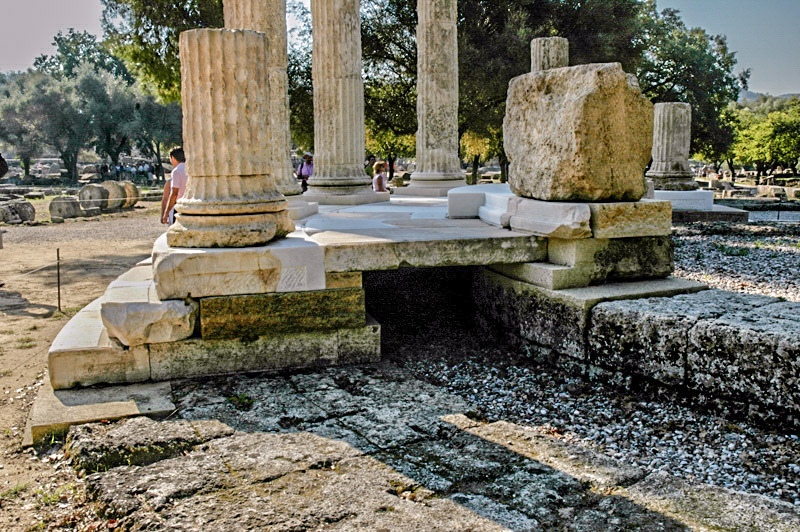
Reconstrucció de l'estilòbat del Filipèion

Un krepis de tres nivells de marbre de Paros recolzava a l'anell exterior. L'alçada dels graons augmentava des de l'inferior de 25,3 cm fins al graó mitjà de 27,8 cm i fins al graó superior de 29,8 cm i en formava l'estilòbata. Dues cornises planes anomenades fasciae, la inferior lleument inclinada cap a dins, adornaven les vores superiors de cada graó, les cares finals de les quals estaven decorades amb una orla vorejada. La profunditat del pas superior era de 33 cm de mitjana.
A la vora externa, el primer graó, les pedres del qual duen totes una E com a marca del picapedrer, té un radi de 7,62 m. A l'estilòbat, les 18 columnes s'alcen a una distància radial del centre de l'edifici de 6,38 m.
Es va col·locar una coberta de lloses de marbre entre l'estilobat i el peu del mur de l'edifici principal, després d'un canvi de pla ben visible en els elements constructius. Per a la col·locació a ras de les lloses s'ha hagut de tractar el perfil ja maçonat i la vora inferior dels ortòstats de dalt, de manera que hi hagués un buit d'1,5 cm d'alçada entre els blocs de perfil, que ara eren de marbre i posats al seu lloc, i els ortòstats. Els ortòstats externs es van retallar 18 cm, i van perdre així més de 50% del seu suport.
L'interior de la rotonda tenia un radi d'uns 3,48 m. La ubicació de l'entrada n'és indeterminada. Si, segons la tradició, l'edifici s'interpretava com un tresor, es degué reconstruir una entrada orientada al sud, ja que tots els tresors d'Olímpia s'obrien al sud. Un edifici tardoromà, però, situat al sud del Filipèion, no permet pas aquesta reconstrucció, i per això se li suposa una obertura a llevant, que també s'implementà en la reconstrucció, possiblement amb una lleu desviació cap al sud. L'amplària lliure de la porta era d'1,85 m.
A dins n'hi havia el pedestal del grup estatuari, del qual encara es conserven cinc pedres de base i quatre pedres de coronament. Les insercions no semblen destinades a estàtues d'or i vori. Més aviat, degueren servir per sostenir sòcols de marbre, que després es connectaven a les escultures de marbre corresponents.

### Elevació

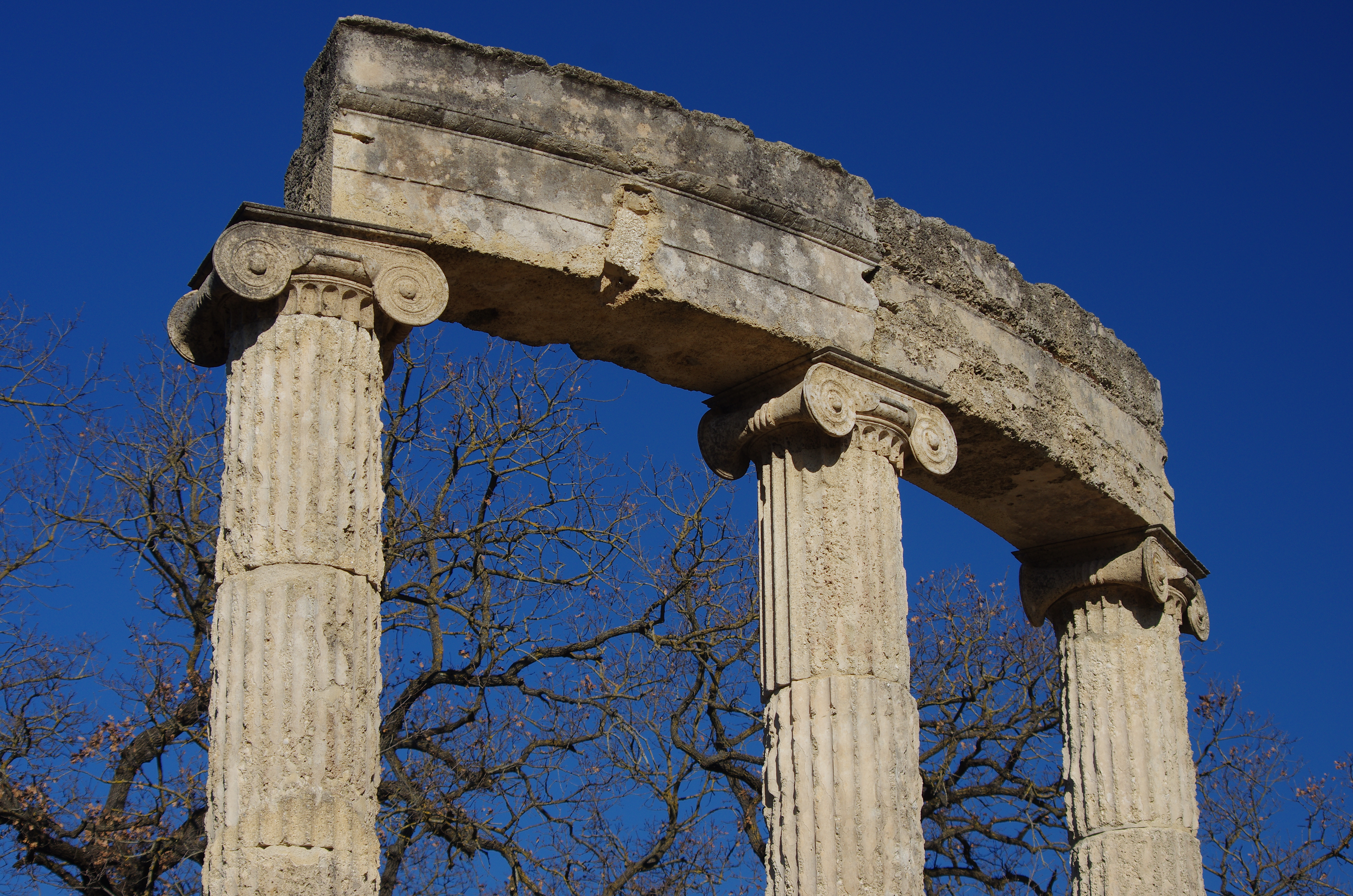
Columnes jòniques i arquitrau

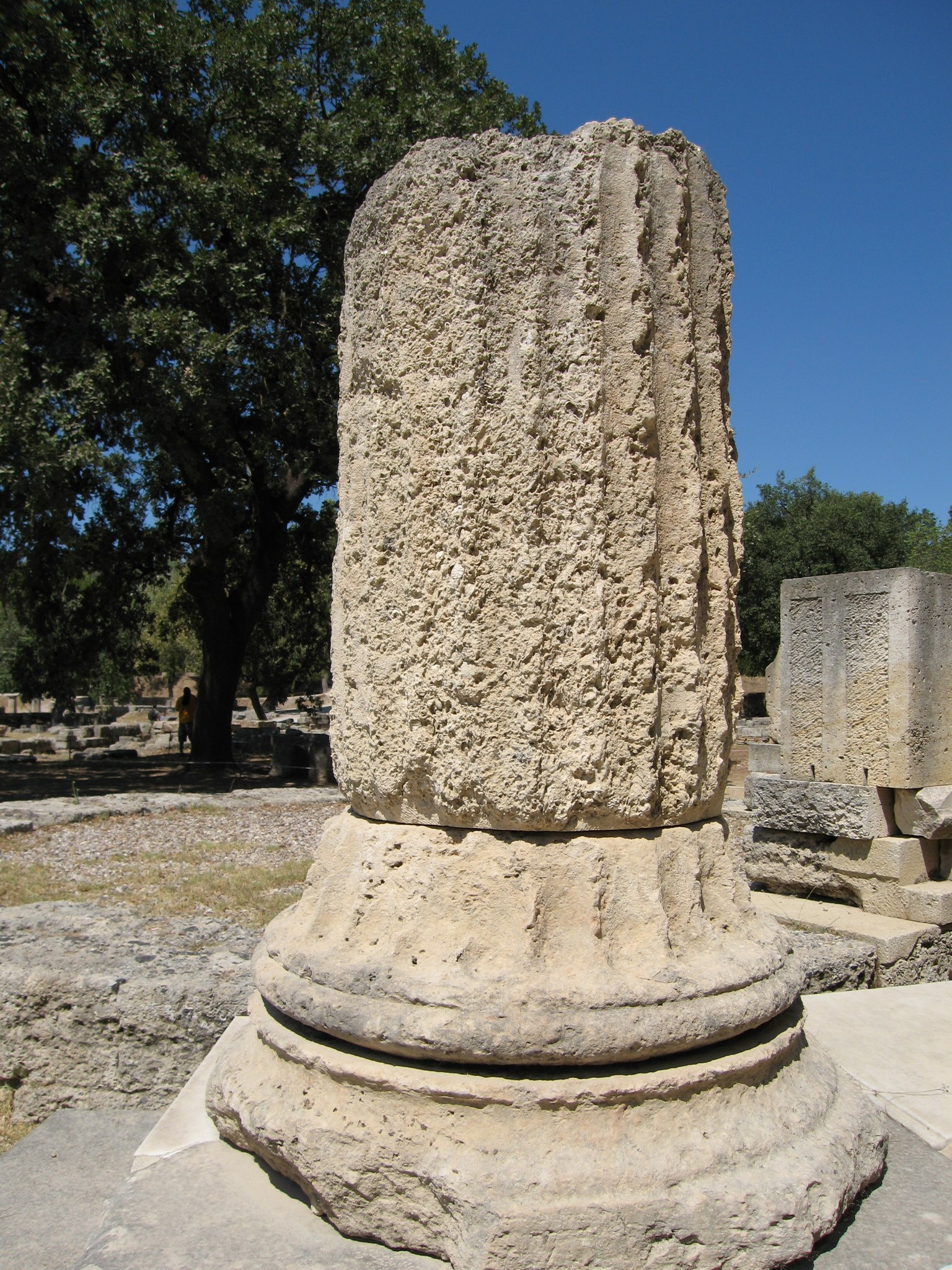
Base i part inferior del fust de la columna

#### Columnata exterior
Les 18 columnes jòniques exteriors s'alçaven sobre una forma especial de bases jòniques que era un sòcol quadrat de 93,2 cm en cada costat, seguit d'una motllura encastada i una motllura terminal sobreïxent. De les 18 bases de pedra calcària, que feien 47,5 cm d'alçada, 15 encara se'n poden veure. Tenien fusts d'uns 4,76 m d'alçada, amb 24 solcs jònics separats per un pas estret. A banda del Filipèion, només les columnes de marbre del monument honorari de Ptolemeu II Filadelf i de la seua germana Arsínoe II a Olímpia tenen aquesta quantitat de solcs. El diàmetre inferior dels eixos de la columna, treballats amb una lleu èntasi de 4 mm, era de 64 cm. Tenien capitells jònics de 32,93 cm  d'alçada amb volutes tancades i lleument estriades, que acabaven amb ulls de voluta fortament projectats. Es van pintar les palmetes, als costats de les volutes.
Damunt l'entaulament, l'arquitrau i un fris pla i llis estaven formats per elements de 80,7 cm d'alçada. L'arquitrau es dividia en dues fasciae (en llatí) a l'interior i a l'exterior. A dins, en comptes del fris exterior, hi havia una cornisa jònica, que servia de mediació per a l'enteixinat del deambulatori.
La vora de marbre de la teulada tenia gàrgoles amb cap de lleó, i les teules davanteres corbes tenien palmetes pintades. El sostre estava fet de teules d'argila i coronat amb les càpsules de llavors de rosella esmentades per Pausànias.
Un enteixinat de pedra tancava el pas entre les columnes i l'edifici del mig a la part de dalt.

#### Naos
El mur de la sala principal s'aixecava sobre una capa ortostàtica de 98,5 cm d'alçada formada per dos paraments i 71,2 cm d'amplada. Contràriament al que diu Pausànias, el mur n'era de blocs de pedra. El van coronat amb un arquitrau de maçoneria de 55,5 cm d'alt.
A més a més de motius estètics i estructurals, la concordança de les juntes fou  important per l'interior de l'edifici, en què els murs s'ordenaren en mitges columnes corínties, de les quals s'ha trobat un fragment que encara conservava una quarta part de la  base, de manera que la talla de pedra es trobava a l'eix de la mitja columna. Les mitges columnes estaven coronades per capitells corintis especialment dissenyats. L'altura dels capitells superava la dels cursos de la muralla, els trams de mitja columna dels quals es van retirar a la zona on estaven adossats, mentre que els capitells s'enganxaren a les pedres del mur. Els capitells constaven de dues corones de fulles inferiors i una voluta que s'estenia des dels cantons del capitell i a partir de cadascun dels calzes laterals. Encara, però, en mancava una voluta interior que apuntava cap al centre del capitell: el seu lloc havia de ser ocupat per una gran fulla, com en el Temple d'Atena Alea de Tègea i en el Temple de Zeus de Nèmea, construït si fa no fa al mateix temps que el Filipèion.
El nombre i la distribució de l'estructura de mitja columna no és pas del tot segur. La concordança suposada de les juntes permet dividir la superfície de la paret en nou plafons de paret de la mateixa mida. Per tant, les reconstruccions més antigues n'assumiren nou mitges columnes corínties com a elements estructurals. La reconstrucció de la zona de la portada, però, sembla indicar que l'amplada de la porta amb tots els elements decoratius ocupava més d'un plafó de paret, de manera que una de les mitges columnes restaria abandonada a favor de la porta i només vuit columnes dividirien el mur. La llinda de la porta sembla que s'ha situat davall l'arquitrau del mur: l'alçada de la porta era, doncs, d'uns 4,73 m.
Davant de l'entrada hi havia la base de l'estàtua de la família governant. Amb una alçada d'uns 1,56 m, era significativament superior al nivell ortostàtic de la paret. La ubicació i l'ordre exactes de les estàtues no es pot determinar de manera concloent. Com que els seus pares i avis, però, estaven representats al costat d'Alexandre, Filip se'n devia reservar el centre de l'arranjament.

## Disseny i ubicació
La construcció del Filipèion és inusual en molts aspectes. No sols és un dels representants de la ja rara forma d'un tolos amb un naos anular, que només es representa en aquesta forma primitiva si fa no fa a la mateixa època a Epidaure i unes dècades abans al santuari d'Atena Prònaia a Delfos, sinó que l'ordre jònic de la sala anular també es pot trobar ací a Olímpia. La disposició interior corintia sobre una base aixecada semblant a un parapet també és una forma peculiar que recorda l'arquitectura cega de les galeries macedònies, i les columnes interiors eren en una elevació semblant a un banc.
Dissenyar edificis circulars envoltats de columnes no és un repte insignificant. Amb un regle i una brúixola com a eines bàsiques, només es poden fer alguns polígons regulars, com els de 16, 17 o 20 costats, però no pas polígons de 18 costats com a base d'una rotonda amb 18 columnes regularment espaiades, com n'hi ha en el Filipèion. Així, un polígon de 26 cares, com és el cas del monument d'Epidaure, no es pot pas dissenyar d'aquesta manera. Tampoc era possible una simple divisió d'angles, perquè probablement el sistema d'angles de 360° només començà a utilitzar-se al segle Ii ae, introduït per l'astrònom i matemàtic Hípsicles, actiu cap al 175 aè. Es pot suposar que es prengueren algunes mesures, que es van complementar i corregir, fins que es van determinar les línies divisòries radials de disseny per a la posició de les columnes, les juntes dels plafons i els blocs de paret col·locats d'acord amb les juntes, mitjançant un cercle dibuixat amb una brúixola.